# Albi di Dampyr (2002)
Albi pubblicati del fumetto Dampyr nel 2002.
| Nr. | Titolo                       | Soggetto          | Sceneggiatura     | Disegni            | Copertina    |
| --- | ---------------------------- | ----------------- | ----------------- | ------------------ | ------------ |
| 22  | Il segreto delle sette città | Mauro Boselli     | Mauro Boselli     | Mario Rossi        | Enea Riboldi |
| 23  | L'elisir del diavolo         | Mauro Boselli     | Mauro Boselli     | Nicola Genzianella | Enea Riboldi |
| 24  | La milizia oscura            | Maurizio Colombo  | Maurizio Colombo  | Nicola Genzianella | Enea Riboldi |
| 25  | Incubo fiammingo             | Mauro Boselli     | Mauro Boselli     | Luca Rossi         | Enea Riboldi |
| 26  | Il giardino proibito         | Colombo e Baggi   | Colombo e Baggi   | Alessandro Baggi   | Enea Riboldi |
| 27  | I lupi mannari               | Mauro Boselli     | Mauro Boselli     | Mario Rossi        | Enea Riboldi |
| 28  | La banda dei morti viventi   | Boselli e Colombo | Boselli e Colombo | Maurizio Dotti     | Enea Riboldi |
| 29  | Arizona killers              | Mauro Boselli     | Mauro Boselli     | Maurizio Dotti     | Enea Riboldi |
| 30  | Vegas!                       | Mauro Boselli     | Mauro Boselli     | Nicola Genzianella | Enea Riboldi |
| 31  | Il mare della morte          | Mauro Boselli     | Mauro Boselli     | Alessandro Bocci   | Enea Riboldi |
| 32  | Gli insaziabili              | Maurizio Colombo  | Maurizio Colombo  | Giuliano Picininno | Enea Riboldi |
| 33  | Sotto il vulcano             | Mauro Boselli     | Mauro Boselli     | Maurizio Dotti     | Enea Riboldi |

## Il segreto delle sette città
Alla ricerca del padre Draka e dell'elmo dei cambiaforma, un antichissimo manufatto che ha il potere di garantire immensi poteri a chi lo indossa, Harlan esplora le sette Siebenbürgen, le sette città della Transilvania fondate dai coloni sassoni, alla ricerca di indizi. Ma i superuomini dei Lupi Azzurri sono sulle loro tracce, e dopo aver rapito Tesla, cercano di eliminare Harlan e Kurjak. In loro aiuto verrà un inatteso alleato: Godwin Brumowski, asso dell'aviazione imperiale della prima guerra mondiale e non-morto di Draka. Nei sotterranei della Chiesa Nera di Brașov si svolgerà la resa dei conti fra Harlan, Lupi Azzurri e Draka. Chi entrerà in possesso del magico elmo dei cambiaforma, il "segreto delle sette città"?

## L'elisir del diavolo
Il Maestro della Notte Nergal, capo della polizia infernale, non ha rinunciato a rendere il Dampyr suo schiavo; per raggiungere il suo scopo, si serve di due suoi sottoposti, il demone Belyalis e Hyeronimus Sonderling, un umano che ha firmato un patto con le potenze infernali in cambio dell'immortalità, architettando un piano machiavellico: attirato Harlan Draka in una finta mostra di stranezze, lo ferisce gravemente e lo obbliga a bere il famigerato elisir del diavolo, un vino malefico che doterà Harlan dei poteri dei Maestri della Notte, ma eliminerà totalmente la sua parte buona. Ora Harlan Draka, potentissimo e convertito al male, è una minaccia anche per i suoi compagni di un tempo, ma Nikolaus, pur facendo parte della squadra di Nergal, non dimentica la sua amicizia con il Dampyr e metterà in gioco tutti i suoi poteri per farlo tornare nel suo stato originale.

## La milizia oscura
In Colombia il boss criminale Ramon Echeverria, dopo essere stato trasformato in non-morto dal Maestro della Notte Ixtlán, sta sgominando sia i clan rivali che i poliziotti onesti che gli danno la caccia. Uno di questi ultimi, Bobby Quintana, viene salvato in extremis da Harlan Draka, ma non sarà facile per il trio di ammazzavampiri affrontare un intero cartello criminale ed eliminare definitivamente "El Brujo" Echeverria.

## Incubo fiammingo
A Gand, diverse persone vengono orribilmente assassinate; le vittime erano tutte conoscenti di Adriaen De Kremer, un anziano signore che ha degli oscuri ricordi sulla sua infanzia. Harlan, sospettando la presenza di un vampiro, si reca nella cittadina, dove, con l'aiuto della bella poliziotta Hanneke, riuscirà a risolvere il mistero. Chi è Adriaen De Kremer? Da dove vengono le misteriose "ombre" apparenti responsabili dei delitti? E che ruolo aveva nella famiglia del piccolo Adriaen il Capitano Jack Flanders, la cui nave si era avventurata negli orrori di un'altra dimensione?

## Il giardino proibito
Un secolo fa a Praga, uno scienziato di nome Vaclav Aloysius fece un patto con il diavolo per vendicarsi dei tre suoi assistenti che uccisero orribilmente la figlia Mara; i tre furono trasformati in statue nel giardino della villa dello studioso, ora abbandonata, ma un incidente fa sì che essi tornino alla vita e continuino i loro "studi" sugli esseri umani. Toccherà ad Harlan, Tesla e Kurjak affrontare loro e le mostruosità della villa per salvare le vittime innocenti dei tre mostri, anche se questo dovesse portare a rivolgersi al demonio stesso.

## I lupi mannari
Basandosi sulle tracce psichiche di un antico libro che raffigura il padre di Harlan, Draka, come condottiero nella Guerra dei Trent'Anni, il Dampyr vive in prima persona le vicissitudini di un contadino, Hans Sturm, che accetta di entrare nella banda dei Wehrwolfe per vendicare la propria famiglia e per proteggere la propria terra, e di Draka, che perde la propria amante Fortunata proprio durante un attacco dei Wehrwolfe e progetta perciò la sua vendetta.

## La banda dei morti viventi
Un giovane apache, Johnny Young Eagle, intraprende una corsa contro il tempo per impedire che dei cacciatori di taglie morti più di un secolo fa tornino in vita grazie a una maledizione, ma il suo arresto innescherà una serie di tragiche conseguenze. Evaso dal carcere, solo e braccato dalla polizia, Johnny trova in Harlan, Tesla e Kurjak un aiuto per fermare le reincarnazioni di Ross Kreiger e dei suoi spietati compagni, ma non sono loro l'unico problema: chi è che ha pagato una coppia di killers prezzolati per prendere Johnny "tassativamente morto"?

## Arizona killers
I cacciatori di taglie risorti grazie a un'antica maledizione sono determinati a mettere a ferro a fuoco New Salvation, la città in cui vennero traditi e uccisi; l'unico modo per fermarli è ripetere l'antico rituale che ha impedito la loro resurrezione in tutti questi anni, che però prevede che i loro corpi siano sepolti. Harlan e soci dovranno aiutare Johnny Young Eagle ad evitare un massacro nella riserva indiana, e cercare di capire a chi il giovane apache da tanto fastidio al punto da assoldare due killer per ucciderlo.

## Vegas!
A Las Vegas le cose non vanno bene per la mafia locale: i loro alberghi e i loro locali sono infestati da spaventose e letali apparizioni. Il responsabile è il Maestro Ixtlán, che vuole prendere il loro posto nel controllo della città. Il poliziotto Jim Fajella e l'amico detective Lenny Meyer cercano di indagare sul mistero, ma è solo grazie all'intervento di Harlan che imboccheranno la giusta pista; le cose tuttavia non saranno semplici: Ixtlán ha dalla sua parte i criminali della banda newyorkese di Lou Death, e niente meno che il celebre gangster Bugsy Siegel trasformato in non-morto e assetato di vendetta nei confronti di coloro che lo assassinarono.

## Il mare della morte
In un isolotto al centro del lago di Aral, in Uzbekistan, esiste una base militare abbandonata, i cui segreti sono a disposizione di chi ha abbastanza coraggio per venirli ad affrontare: ma le mostruose creature là presenti si rivelano un osso duro per i Lupi Azzurri mandati ad esplorare l'area. Sotto la copertura del Medical Team, Harlan e compagni, aiutati da Arno Lotsari, si recano a Moynaq per indagare, ma gli interrogativi restano: cosa sono quelle creature? Perché la Temsek fa di tutto per insabbiare le indagini sull'isola? E che ruolo ha Erlik Khan, Maestro della Notte alleato di Draka?

## Gli insaziabili
La apparentemente rassicurante fabbrica svizzera di carne in scatola Blumenstock nasconde un segreto inquietante: il proprietario non solo nasconde il serial killer Rudolph Scholberg, ma è anche un seguace di Thorke, demone del cannibalismo. È tuttavia da molto che la terribile creatura non si mostra ai suoi devoti, e alcuni di essi stanno cominciando a pensare di abbandonarlo; Harlan, entrato nella fabbrica grazie all'operaio Youssun e ospite di una giovane lavorante, Rose, e di sua figlia Ljuba, cercherà di porre fine al terribile culto, ma un colpo di scena inatteso lo metterà in seria difficoltà.

## Sotto il vulcano
Il vescovo di Reykjavík, corrispondente di Caleb Lost, racconta di misteriose sparizioni in un piccolo villaggio ai piedi dello Snæfellsnes. Arrivati ad Egillsandur, Harlan e Kurjak incontreranno un albergatore depresso per la morte della moglie, un pastore protestante alle prese con un calo dei fedeli, un gruppo di seguaci del culto neopagano di Ásatrú, e soprattutto la pittrice Gudrun, che riconosce nei due le figure leggendarie di Egil-una-mano e Asmund Ottarson, sbarcati in Islanda con il compito di recuperare due principesse rapite dal popolo dei troll.